# Viktor Petrenko
Viktor Vasylovych Petrenko (em ucraniano:  Віктор Васильович Петренко; Odessa, RSS da Ucrânia, 27 de junho de 1969) é um ex-patinador artístico ucraniano. Ele foi campeão olímpico em 1992 e conquistou a medalha de bronze em 1988.

## Principais resultados
| Resultados                                            | Resultados        | Resultados        | Resultados        | Resultados        | Resultados        | Resultados       | Resultados       | Resultados       | Resultados        | Resultados      | Resultados      | Resultados    |
| Internacional                                         | Internacional     | Internacional     | Internacional     | Internacional     | Internacional     | Internacional    | Internacional    | Internacional    | Internacional     | Internacional   | Internacional   | Internacional |
| Evento/Temporada                                      | 1983– 1984        | 1984– 1985        | 1985– 1986        | 1986– 1987        | 1987– 1988        | 1988– 1989       | 1989– 1990       | 1990– 1991       | 1991– 1992        |                 | 1993– 1994      |               |
| ----------------------------------------------------- | ----------------- | ----------------- | ----------------- | ----------------- | ----------------- | ---------------- | ---------------- | ---------------- | ----------------- | --------------- | --------------- | ------------- |
| Jogos Olímpicos                                       |                   |                   |                   |                   | Medalha de bronze |                  |                  |                  | Medalha de ouro   | 4.º             |                 |               |
| Campeonato Mundial                                    |                   | 9.º               | 5.º               | 6.º               | Medalha de bronze | 6.º              | Medalha de prata | Medalha de prata | Medalha de ouro   |                 |                 |               |
| Campeonato Europeu                                    |                   | 6.º               | 4.º               | Medalha de bronze | Medalha de bronze |                  | Medalha de ouro  | Medalha de ouro  | Medalha de prata  | Medalha de ouro |                 |               |
| Nations Cup                                           |                   |                   |                   |                   |                   |                  | Medalha de prata |                  |                   | Medalha de ouro |                 |               |
| NHK Trophy                                            |                   |                   | Medalha de bronze |                   |                   |                  | Medalha de ouro  | Medalha de ouro  |                   |                 |                 |               |
| Prize of Moscow News                                  |                   | Medalha de bronze |                   |                   |                   |                  |                  |                  |                   |                 |                 |               |
| Skate America                                         |                   |                   | Medalha de bronze | Medalha de prata  |                   |                  | Medalha de prata | Medalha de ouro  |                   | Medalha de ouro |                 |               |
| Skate Canada International                            |                   |                   |                   |                   | Medalha de bronze | Medalha de prata |                  |                  |                   |                 |                 |               |
| St. Ivel International                                |                   | Medalha de prata  |                   |                   |                   |                  |                  |                  |                   |                 |                 |               |
| Internacional – Júnior                                |                   |                   |                   |                   |                   |                  |                  |                  |                   |                 |                 |               |
| Campeonato Mundial Júnior                             | Medalha de ouro   |                   |                   |                   |                   |                  |                  |                  |                   |                 |                 |               |
| Nacional                                              |                   |                   |                   |                   |                   |                  |                  |                  |                   |                 |                 |               |
| Campeonato Ucraniano                                  |                   |                   |                   |                   |                   |                  |                  |                  |                   |                 | Medalha de ouro |               |
| Campeonato Soviético                                  | Medalha de bronze |                   | Medalha de prata  | Medalha de prata  |                   |                  | Medalha de prata | Medalha de ouro  | Medalha de bronze |                 |                 |               |
|                                                       |                   |                   |                   |                   |                   |                  |                  |                  |                   |                 |                 |               |
| Legenda: Competição não foi disputada nesta temporada |                   |                   |                   |                   |                   |                  |                  |                  |                   |                 |                 |               |